# Юрий Клинских
Юрий Клинских, известен с псевдонима си Хой, е руски певец и музикант, основател на Сектор газа. Автор е на музиката и текстовете на всички песни на групата.

## Биография
Роден е на 27 юли 1964 във Воронеж. Още от дете се увлича по рокендрола. Бащата Николай научава младия Юрий на стихосложение и скоро Хой започва да пише стихове, които и стават текстове на първите му песни. След като се уволнява от армията през 1984 г., Юрий сменя няколко различни професии, а писането на песни възприема само като хоби. Записва и свой самостоятелен албум. До откриването на Воронежкия рок клуб през 1987 Хой не се изявява на голяма сцена. За рожден ден на групата на Юрий Сектор газа се смята 5 декември 1987 г. когато той се изявява с поканени музиканти във Воронежкия рок клуб. Дълго те остават в ъндърграунда заради нецензурните си текстове. Сектор газа добива известност в началото на 90-те години с албумите „Зловещие мертвецы“ и „Ядрёна вошь“. През 1991 подписват договор с първата частна звукозаписна компания – GALA Records. Преиздаден е дебюният албум на групата „Колхозний панк“, а клипът към едноименната песен често е показван по телевизията.
Групата успява да пробие с хитове като „Частушки“, „Эстрадная песня“, „Снегурочка“, „Свидание“ и други. През 1994 г. е записана пънк-операта „Касчей безсмъртни“. Хой иска да направи и видео към нея, но не успява. В края на 90-те години песните на Сектор газа стават по-сериозни, записани са много парчета на военна тематика и против дрогата. В хитове се превръщат „Туман“, „Демобилизация“, „Пора домой“, „30 лет“, а албумът „Газовая атака“ от 1996 г. донася най-много приходи на музикантите. Въпреки завоя в тематиката на песните, Сектор газа и до днес се асоциират с нецензурните си текстове. През 1998 групата издава и албум с техно ремикси на най-големите си хитове, но членовете са съкратени само до китарист и клавирист, а към края на живота си Хой се изявява самостоятелно. На 25 юни 2000 пее на концерта „Звуковая дорожка“, но сингбекът се разваля и той прекратява участието си.
Юрий Клинских умира на 4 юли 2000 г. на път за снимките на клип към песента „Ночь страха“. По официална версия, Хой е починал от сърдечен удар, но според други е получил хепатит поради употреба на наркотици. Причината за смъртта му и до днес е тайна.

## Дискография

### Самостоятелно
- Акустический альбом – 1985 (демо) (не е официално публикуван)

### СъсСектор газа
- Плуги-вуги – 1989 (демо)
- Колхозный панк – 1989 (демо)
- Зловещие мертвецы – 1990
- Ядрёна вошь – 1990
- Ночь перед Рождеством – 1991
- Колхозный панк – 1991
- Гуляй, мужик! – 1992
- Нажми на газ – 1993
- Сектор газа – 1993
- Танцы после порева – 1994
- Кащей Бессмертный – 1994
- Газовая атака – 1996
- Наркологический университет миллионов – 1997
- Сектор газа – 1997 (преиздавам)
- Восставший из Ада – 2000

## Интересни факти
- Една от мечтите на Хой е да излезе на една сцена с Алиса и ДДТ, но това не се осъществява.
- Клинских не определя стила на Сектор газа като пънк, а по-скоро като „фюжън“.
- Музикантът не обича да се показва по телевизията.
- Отнася се положително към рап музиката.
- Сектор газа съществува 13 години, издава 13 албума, като в последния има 13 песни. Сборът от числата в датата на смъртта на Клинских също е 13.